# ほりかっぷ発電所
ほりかっぷ発電所（ほりかっぷはつでんしょ）は、北海道古宇郡泊村に存在した風力発電所。通称「泊ウインドヒルズ」。

## 概要
北海道電力の新エネルギー研究開発の一環で風力発電の実用化試験を目的として、日本海からの偏西風を受けられる泊発電所の北東部に位置する丘陵地に建設され、1993年11月19日より運転を開始。日本では初めて複数種の大型風車を備えた発電所として、制御方式や羽根の枚数を変えた4基の風車を備え、主に出力変動と系統連系時の問題点・装置の耐久性や信頼性の検証・着氷雪時の性能の変化・複数台の風車による影響や相互干渉についての実証試験を行った。
1号機から3号機は一直線上、4号機のみ離れた場所に配置し3号機の近傍には展望台を設けた。日本の大規模風力発電所としては初めて配電線と連係して発生電力を供給したほか、泊原発のPRセンター「とまりん館」にも供給し同館の年間使用電力の6-7割を本発電所で消費する計画とした。
2001年には1号機の運転を停止、2010年には老朽化に伴い実証試験を終了、7月に2号機から4号機を撤去し廃止となった。

## 設備
|       | 製造                   | 羽根数 | 定格出力 | 定格風速 | ブレード径 | タワー高 |
| ----- | ---------------------- | ------ | -------- | -------- | ---------- | -------- |
| 1号機 | リバ・カルゾーニ（it） | 1枚    | 250kW    | 11.0m/s  | 33m        | 33m      |
| 2号機 | 石川島播磨重工業       | 2枚    | 300kW    | 13.0m/s  | 30m        | 30m      |
| 3号機 | 三菱重工業             | 3枚    | 275kW    | 12.9m/s  | 28m        | 30m      |
| 4号機 | 三菱重工業             | 3枚    | 275kW    | 12.9m/s  | 28m        | 30m      |